# Лондонско училище по икономика и политически науки
Лондонското училище по икономика и политически науки (на английски: London School of Economics and Political Science, LSEPS), по-известно като Лондонско училище по икономика (London School of Economics, LSE), е съставно висше училище в рамките на Лондонския университет, основано през 1895 г.
Ползва комплекс от над 10 сгради в центъра на Лондон, в близост до Олдуич. Член е на сдружението Големите-5 на елитните британски университети, групата университети Ръсел, Асоциацията на университетите на Общността на нациите, Асоциацията на европейските университети и други.
Училището се самоопределя като „водещата световна институция за обучение и изследвания в обществените науки“. В него се намира Британската библиотека за политически и икономически науки, която разполага с втората (след Британската библиотека) най-богата колекция от книги и материали от тази област във Великобритания.
Девизът на училището е взет от стих на Виргилий: „Щастлив е онзи, който е могъл да знае причините на нещата“.
Талисман на училището е бобър, избран заради неговата далновидност, конструктивност и трудолюбиво поведение. Символният образ на LSE съвпада с този на Масачузетския институт по технология (MIT). Тези висши училища споделят също така и високите стандарти на обучение на своите възпитаници.
През 1999 г. в училището е създадено българско общество. През 2009 г. наброява над 51 студенти: 13 учещи за бакалаври и 38 за магистри.

## Прием
Приемът в LSE е изключително оспорван. По данни на UCAS за 2008 година са кандидатствали 19 039 кандидати, а са приети 1299. Средно 15 студенти са се борили за място, което прави LSE училището с май-много съревноваващи се кандидати.
Сравнено с големите университети по света и с тези от Бръшляновата лига (Ivy League) LSE има по-нисък процент приети от общ брой кандидатствали дори от университетите Харвард, Йейл и Принстън.

## Класации
Училището е в челото и на британските класации за висше образование. LSE е третото най-известно училище извън Европа. Заедно с Оксфорд и Кеймбридж те са най-разпознаваемите европейски висши учебни заведения в Америка. Заслужили своя престиж не само като университети, но и като разпознаваеми марки, те са не по-малко известни от университетите от Бръшляновата лига. LSE е единственото училище, което се нарежда преди Оксфорд и Кеймбридж по отделните класации по предмети. Бизнес, икономика и мениджмънт са сред най-силните специалности в Лондонското училище.
Според класации за 2010 на QS World University Rankings Лондонското училище по икономика се нарежда на четвърто място в света след Харвард, Оксфорд и Кеймбридж както в класациите за престиж на академичните програми, така и сред работодателите.
Освен това завършилите LSE намират работа основно в областта на счетоводството, инвестиционното банкиране, консултантските и правните фирми. Лондонското Училище по Икономика често е споменавано като „инкубатора в инвестиционното банкиране“, защото около 30% от завършилите навлизат в „банковите, финансовите услуги и счетоводството“ според официалните цифри на LSE Служба Кариери. LSE често е най-предпочитаният университет за работодателите в частния сектор, както за финансови услуги в чужбина, така и в лондонското Сити. Освен това, завършилите LSE имат най-високите заплати сред другите британски университети, а именно £ 29 253 – преди Импириъл, UCL, Оксфорд, Кеймбридж и Кингс.
LSE има близо 7800 редовни студенти и около 800 задочни. От тях приблизително 65% идват от страни извън Обединеното кралство. Лондонското училище има най-международният и космополитен студентски колектив в света и в един определен момент в него са представени студенти от повече страни, отколкото в ООН.

## Личности

### Видни абсолвенти
Директори
- Халфорд Макиндер

В по-ново време
- Сергей Станишев
- Ралф Дарендорф
- Сейф ал-Ислам Кадафи
- Джон Кенеди
- Мик Джагър
- Лудвиг Лахман
- Хокон Магнус, престолонаследник на Норвегия
- Маргрете II, кралица на Дания
- Романо Проди
- Костас Симитис
- Георгиос Папандреу
- Джордж Сорос

### Нобеловилауреати
- Оскар Ариас Санчес
- Амартя Сен
- Джордж Бърнард Шоу
- Ралф Бънч
- Джон Хикс
- Бъртранд Ръсел
- Робърт Мъндел
- Артър Луис

## Галерия
- Библиотеката на училището
- Кафетерия в сграда Гарик на училището
- Изглед от главния вход на училището